# Die Gabe
Die Gabe, russisch Дар (Dar), ist ein 1938 vollendeter Roman von Vladimir Nabokov. Er ist Nabokovs neunter Roman und der letzte, den er auf Russisch schrieb. Am Beispiel seines Protagonisten, eines russischen Schriftstellers im Berlin der 1920er Jahre, diskutiert Nabokov Probleme schriftstellerischer Perspektive und entfaltet einen Rückblick auf die russische Literatur, aber auch satirische Seitenhiebe auf die russische Emigrantenliteratur.

## Inhalt
Der Roman spielt in der zweiten Hälfte der 1920er Jahre in Berlin. Der Protagonist ist Graf Fjodor Godunow-Tscherdynzew, ein heimwehkranker junger russischer Schriftsteller, der nach der Oktoberrevolution ins Exil ging. Von ihm wird sowohl aus der Ich-Perspektive als auch in der dritten Person erzählt. Im Mittelpunkt jedes der fünf Kapitel des eher handlungsarmen Romans steht jeweils ein Werk Godunow-Tscherdynzevs. Im ersten Kapitel bezieht er zur Untermiete ein neues Zimmer in der Tannenbergstraße, womit nach Meinung des Herausgebers der deutschen Ausgabe Dieter E. Zimmer die Pfalzburger Straße in Berlin-Wilmersdorf gemeint ist. Er hat gerade eine Sammlung mit autobiographischen Gedichten über seine Kindheit veröffentlicht und möchte sie in der großen Kolonie russischer Emigranten diskutieren, wo sein Buch aber auf wenig Echo stößt. Im zweiten Kapitel bereitet Godunow-Tscherdynzew eine Biographie seines Vaters vor, eines Forschungsreisenden und Lepidopterologen, der auf einer seiner Reisen durch Sibirien und Zentralasien verschollen ist. Godunow-Tscherdynzev bricht das Projekt jedoch ab. Er zieht in ein neues Zimmer in der Agamemnonstraße, womit die Nestorstraße in Berlin-Halensee gemeint ist, wo Nabokov zur Abfassungszeit des Romans tatsächlich zur Untermiete wohnte. Immer wieder bezieht er sich bewundernd auf Alexander Sergejewitsch Puschkin (1799–1837), den Begründer der neueren russischen Literatur.
Im dritten Kapitel wird der Alltag Godunow-Tscherdynzews geschildert, der mit literarischen Träumereien, Schachkompositionen und Unterrichtsstunden gefüllt ist, mit denen er seinen Lebensunterhalt bestreitet und die ihn anekeln. Hier überwiegen Anspielungen und Erwähnungen Nikolai Wassiljewitsch Gogols (1809–1852), den großen russischen Prosaisten und Verfasser von Grotesken. Godunow-Tscherdynzew beginnt eine Liebesaffäre mit Sina Mertz, der Stieftochter seines Vermieters. Sie treffen sich immer nur außerhalb der Wohnung, in der sie beide leben. In die Prosa der Beschreibung einer ihrer abendlichen Begegnungen ist über etwa zwanzig Seiten verstreut ein Liebesgedicht an Sina eingefügt. Sie glaubt an seine Gabe als Schriftsteller und ermuntert ihn als seine Muse, eine Biographie Nikolai Gawrilowitsch Tschernyschewskis (1828–1898) zu schreiben. Dieses Werk nimmt als Buch im Buch das ganze vierte Kapitel ein. In satirischer Abgrenzung gegen diesen Schriftsteller und Revolutionär, der 19 Jahre in sibirischer Verbannung verbringen musste, entfaltet Godunow-Tscherdynzew seine eigene Poetik: Er verachtet Tschernyschewskis Materialismus, seinen Rationalismus, seinen künstlerisch miserablen Bücher, die nur aufgrund ihrer politischen Inhalte Eingang in die Literaturgeschichte fanden – Tschernyschewski war ein Lieblingsautor Lenins. Mit dieser stark subjektiv gefärbten, selektiven Biographie exemplifiziert Nabokov seine These, dass Historie nie unabhängig vom Historiker existiere. Das fünfte Kapitel beginnt mit der wörtlichen Wiedergabe mehrerer vernichtender Rezensionen, die Godunow-Tscherdynzews bissig-satirisches Buch zum Teil grotesk missverstehen, gleichwohl zu dessen Verkaufserfolg beitragen. Auf der Handlungsebene beschließen Sinas Eltern nach Kopenhagen zu übersiedeln, wodurch die beiden Liebenden die Wohnung endlich für sich hätten. Godunow-Tscherdynzew verbringt einen glücklichen Badetag am Grunewaldsee, wo ihm aber die Kleidung gestohlen wird, weshalb er in Badehose nach Hause zurücklaufen muss. Godunow-Tscherdynzew beschließt, einen Roman über die jüngst vergangenen Ereignisse zu schreiben – offensichtlich ist Die Gabe gemeint. Das Buch endet damit, dass er mit Sina, nachdem sie deren Eltern auf dem Stettiner Bahnhof verabschiedet haben, in glücklicher Vorfreude auf ihre erste Liebesnacht nach Hause gehen, ohne zu gewärtigen, dass keiner von beiden einen Schlüssel für die Wohnung hat.

## Hintergrund

### Entstehungs- und Editionsgeschichte
Nabokov konzipierte den Roman 1933 und beendete ihn 1938. Es ist sein letzter auf Russisch vollendeter Roman; der danach auf Russisch begonnene Roman Solus Rex blieb Fragment; nach seiner Emigration in die USA schrieb Nabokov auf Englisch. Nabokov verfasste als erstes das vierte Kapitel mit der Biographie Tschernyschewskis, danach Kapitel zwei und eins. Im Januar 1937 verließ er mit seiner Familie Deutschland – wie Sina war auch seine Frau Véra, der der Roman wie alle Werke Nabokovs gewidmet ist, jüdischer Abstammung, weshalb ihr Leben in der Zeit des Nationalsozialismus konkret gefährdet war. Das dritte und das fünfte Kapitel verfasste Nabokov in Cannes und in Menton an der Côte d’Azur.
Die Gabe erschien von 1937 bis 1938 in verschiedenen Nummern der Pariser Emigrantenzeitschrift Sowremennyje sapiski, jedoch ohne das vierte Kapitel. Vollständig wurde das Buch erst 1952 von einem russischen Verlag in New York herausgebracht. Die Übersetzung ins Englische, The Gift, 1963, wurde von Nabokovs Sohn Dmitri und Michael Scammell erstellt und von Nabokov überwacht. Eine Übersetzung ins Deutsche, von Annelore Engel-Braunschmidt, erschien 1993. Eine Ergänzung bildet die Kurzgeschichte Der Kreis (1934).

### Biographisches
Der Roman trägt teils autobiographische Züge; im Vorwort zur englischsprachigen Ausgabe warnt der Autor jedoch, ihn mit der Figur Autor Fjodors zu identifizieren. Geprägt ist der Roman Nabokovs jedoch durch die Verehrung für seine Frau Véra und die fast ehrfürchtige Erinnerung an seinen Vater Wladimir B. Nabokow, einen Politiker, Publizisten und Kriminologen, der 1922 von einem Exilrussen in Berlin ermordet wurde. Die Züge des Vaters verleiht Nabokov teilweise dem Vater Fjodors, einem fiktiven Forschungsreisenden und Schmetterlingsforscher namens Konstantin Godunow-Tscherdynzew, dessen Erlebnisse in Zentralasien jedoch wahrheitsgemäß auf Grundlage der Forschungsberichte der Expedition Grigori Jefimowitsch Grum-Grschimailos beschrieben werden.

### Täuschungen
In das Buch eingestreut sind Dialoge mit Schriftstellerkollegen und andere Episoden, die sich im Nachhinein als (Selbst-)Täuschungen, Träume oder Selbstgespräche erweisen. Außerdem spielt er mit fiktiven Biographien, die jedoch an die lebender Personen angelehnt sind. Auch in der Schlussepisode unterliegen die Handelnden einer Täuschung, die der aufmerksame Leser bemerken wird. In den Forschungsberichten und Beschreibungen von Schmetterlingen spielen optische Täuschungen und Tarnungen ebenfalls eine Rolle. Dazu gehört der bedeutsame Hinweis auf die Mimikry der polymorphen Weibchen des Schmetterlings Papilio dardanus Brown, die die Musterung und Farben zahlreicher ungenießbarer Tiere annehmen können. Von hier führt eine Linie zu Nabokovs Roman Lolita.

### Deutschlandbild
Das Deutschlandbild des Helden ist überaus negativ. Nabokov erläuterte später, das Buch spiele zwar 1928, sei aber in der Stimmung von 1938 geschrieben, als er sich mit seiner Familie auf der Flucht vor den Nationalsozialisten befand. Dieter E. Zimmer führt außerdem an, dass der in einer opulenten Jugend aufgewachsene Nabokov in Berlin erstmals mit materiellen Schwierigkeiten und „dem Vulgus“ konfrontiert war.

## Ausgabe
- Die Gabe. Deutsch von Annelore Engel-Braunschmidt (= Dieter E. Zimmer (Hrsg.): Vladimir Nabokov: Gesammelte Werke, Bd. V.) Rowohlt, Reinbek bei Hamburg 1993